# Voorlichtingsraad
De Voorlichtingsraad (afgekort: VoRa) is in 1947 opgericht naar aanleiding van het rapport van de commissie Hermans. Hans Hermans, een voormalig parlementair verslaggever van de Maasbode, was in die tijd de politiek secretaris van minister-president Louis Beel, fungeerde als zodanig ook als diens perschef en werd aangesteld als de eerste voorzitter van de VoRa. Leden van de VoRa zijn de directeuren Voorlichting van de ministeries. Het voorzitterschap berust bij de directeur-generaal van de Rijksvoorlichtingsdienst.
Beel benadrukte bij de instelling van de VoRa dat ieder lid van de raad verantwoordelijk bleef voor het voorlichtingsbeleid van zijn eigen ministerie. Het doel van de VoRa was het coördineren van de voorlichting over het beleid en realiseren van besparingen door te opereren in gezamenlijkheid. 
Mediaruimte voor voorlichtingscampagnes wordt slim ingekocht en er is onderlinge afstemming over actualiteit. De VoRa heeft zich ontpopt tot een onafhankelijke ambtelijke adviesraad op het gebied van overheidscommunicatie.
Sinds november 2004 heeft de VoRa ook een eigen coördinatiegroep die projectmatige en inhoudelijke samenwerking tussen ministeries op belangrijke kabinetsthema's ondersteunt. Deze groep is niet zozeer bedoeld om openlijke politieke onenigheid tussen ministers te voorkomen, maar om gezamenlijke communicatie over gemeenschappelijke beleidsdoelen te bevorderen.